# Luke Young
Luke Young este fundașul lui  Aston Villa.